# Manfreda pringlei
Manfreda pringlei là một loài thực vật có hoa trong họ Măng tây. Loài này được Rose mô tả khoa học đầu tiên năm 1903.